# Антоніо Мунгія
Антоніо Мунгія (ісп. Antonio Munguía, 27 червня 1942, Мехіко — 8 січня 2018) — мексиканський футболіст, що грав на позиції півзахисника за клуби «Некакса» та «Крус Асуль», а також національну збірну Мексики.

## Клубна кар'єра
У дорослому футболі дебютував 1962 року виступами за команду «Некакса», в якій провів чотири сезони. 
1966 року перейшов до клубу «Крус Асуль», швидко ставши гравцем основного складу нової команди, яка стрімко прогресувала і 1969 року уперше у своїй історії стала чемпіоном Мексики. До завершення ігрової кар'єри у 1972 році ще двічі допомагав команді ставати переможцем національної першості.

## Виступи за збірну
1965 року дебютував в офіційних матчах у складі національної збірної Мексики.
У складі збірної був учасником домашнього для мексиканців чемпіонату світу 1970, на якому господарі припинили боротьбу на стадії чвертьфіналів. На турнірі був гравцем основного складу збірної Мексики, взявши участь у всіх чотирьох іграх команди.
Загалом протягом кар'єри у національній команді, яка тривала сім років, провів у її формі 44 матчі.
Помер 8 січня 2018 року на 76-му році життя.

## Титули і досягнення
- Чемпіон Мексики (3):

«Крус Асуль»: 1969, 1970, 1972
- Володар Кубка Мексики (1):

«Крус Асуль»: 1969
- Переможець Чемпіонату націй КОНКАКАФ: 1965